# Guanidina
La guanidina és un compost pur cristal·lí, molt alcalí, format per de l'oxidació de la guanina. Es troba de manera natural a l'orina com un producte normal del metabolisme de les proteïnes. S'empra en la fabricació de plàstics i explosius. No s'ha de confondre amb la guanosina, una de les bases que formen l'ADN.

## Catió guanidini
Amb una constant de dissociació àcida pKa de 12.5, la guanidina està protonada en condicions fisiològiques, amb una càrrega de +1. Aquest àcid conjugat de la guanidina s'anomena catió guanidí, [CH₆N₃]+.

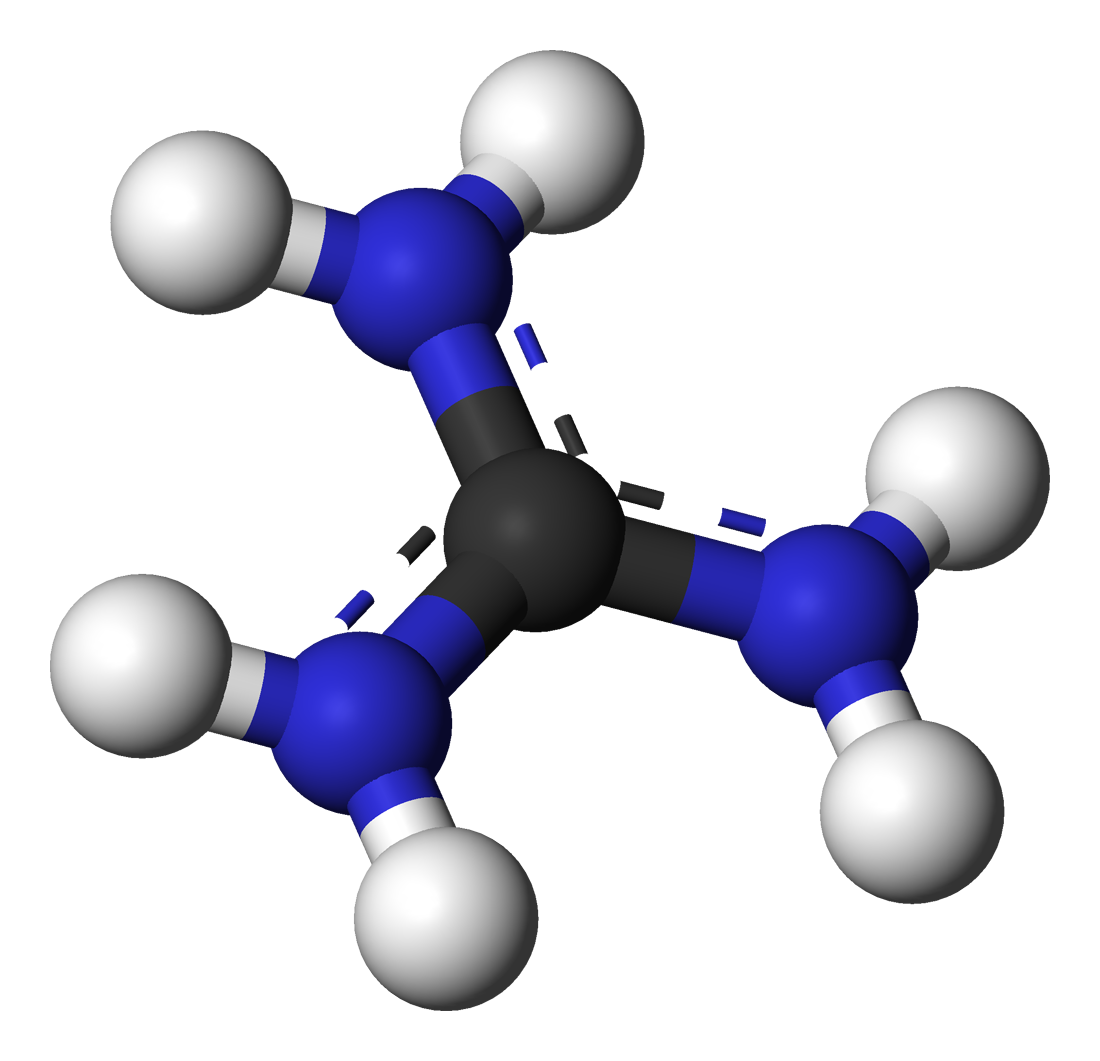
model molecular
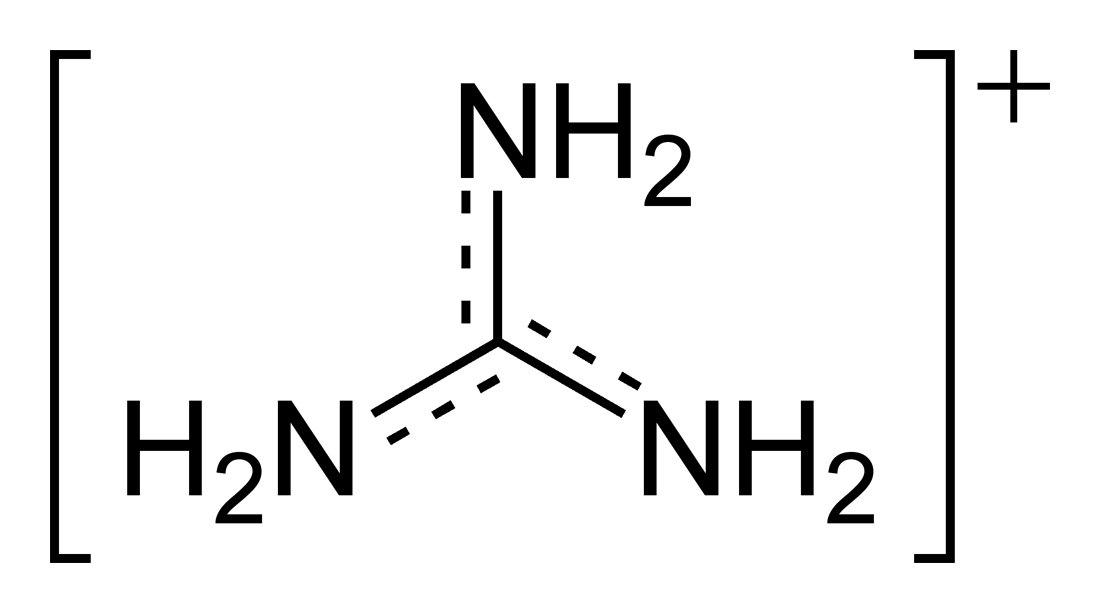
híbrid de ressonància
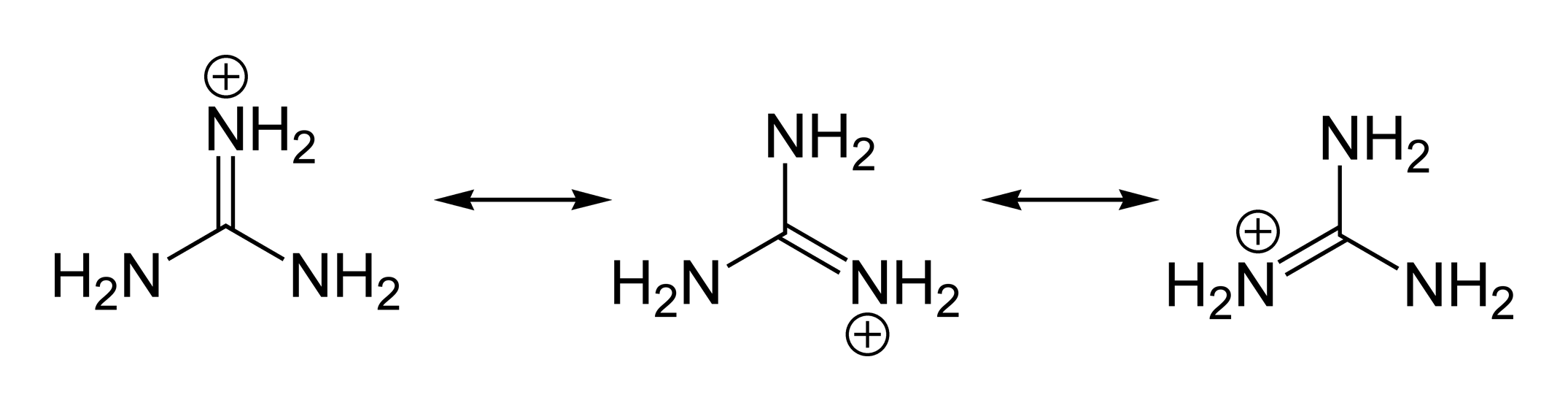
formes canòniques